# Дублінський технологічний інститут
Ду́блінський технологі́чний інститу́т, Ді-Ай-Ті (англ. Dublin Institute of Technology, DIT, ірл. Institiúid Teicneolaíochta Bhaile Atha Cliath) — один з найбільших вищих навчальних закладів Дубліна й Ірландії; головним чином спеціалізується на технічних напрямках освіти (інженерні спеціальності та інформаційні технології), має також спеціалізації з мистецтва, гуманітарних наук, туризму, сервісу, готельної справи, маркетингу, дизайну тощо. Офіційно заснований у 1992 році шляхом об’єднання шести коледжів (згідно зі статутом Ді-Ай-Ті), але ad hoc був організований ще у 1978 році. Найстарший коледж інституту, Технологічний, має 125-літню історію, оскільки був заснований ще у 1887 році. За своєю суттю є університетом, хоча за назвою - інститут. З 2006 року йдеться про відповідний апгрейд статусу на офіційному рівні.
Як і більша частина навчальних закладів "третього рівня" Ірландії, залежно від тривалості навчання та типу освітньої програми, пропонує багатоступінчасту систему одержання освіти. Виш може надавати вчені ступені бакалавра (3 або 4 роки навчання), магістра (плюс ще один-два роки навчання або досліджень), доктора (мінімум три роки наукових досліджень). Звання професора також присвоюється в Ді-Ай-Ті. Крім того, після успішного завершення двох курсів більшості бакалаврських програм можна припинити навчання (факультативно) і отримати так званий "вищий сертифікат" (англ. The Higher Certificate, ірл. Ardteastas), що відповідає рівню 6 ірландської системи освіти. Такий "вищий сертифікат" є характерним видом професійної освіти для всіх технологічних інститутів країни.
Громадський (англ. Publicly-funded) за типом, входить до складу Асоціації Університетів Європи.
Навчальні корпуси і коледжі інституту розкидані по центральній частині ірландської столиці. Планується їх перенесення в єдиний новий кампус у західній частині міста.
На сьогодні в Ді-Ай-Ті навчається близько 22 000 студентів, включаючи денну, вечірню форми навчання, а також "післядипломників". Крім того, тут навчається близько 1 000 міжнародних студентів. Загалом на 6 факультетах пропонується понад 300 різноманітних освітніх програм.

## Структура
До складу Ді-Ай-Ті входять 6 коледжів і 6 факультетів: 
- Технологічний коледж, Болтон стріт (засн. 1911 року)
- Коледж громадського харчування, Cathal Brugha стріт (1941)
- Музичний коледж, Chatham Row (1890)
- Технологічний коледж, Кевін стріт (1887)
- Коледж маркетингу та дизайну, площа Mountjoy (1905)
- Комерційний коледж, Rathmines (1901)

- Факультет прикладних мистецтв, Rathmines Road
- Faculty of the Built Environment, Болтон стріт
- Факультет бізнесу, Aungier стріт
- Інженерний факультет, Болтон стріт і Кевін стріт
- Факультет наук, Кевін стріт
- Факультет туризму і харчових технологій, Cathal Brugha стріт

Кожен факультет, у свою чергу, представлений відповідними школами. Так, наприклад, до складу Факультету наук входить 5 школ: Школа Біологічних наук, Школа Хімії та Фармацевтичних наук, Школа Математики, Школа Фізики, а також Комп’ютерна школа.

## Рейтинг інституту
Станом на вересень 2010 року DIT входив у top 400 університетів світу, займаючи 6-у позицію серед вишів Ірландії.

## Відомі випускники
- Берті Агерн — прем'єр-міністр Ірландії з 1997 до 2008
- Біен Брендан — ірландський письменник
- Браян Керр — тренер збірної Ірландії з футболу з 2003 до 2005
- Домналл Глісон — ірландський актор, режисер і письменник
- Стівен Рош — колишній ірландський шосейний велогонщик, який у 1987 році виграв Джиро д'Італія, Тур де Франс і чемпіонат світу (Потрійна корона).